# Circus Maximus (banda)
Circus Maximus es una banda noruega de metal progresivo originaria de Oslo. El empleo de sintetizadores y teclados y la voz potente de su vocalista, Michael Eriksen, denota su influencia del power metal.
La banda se formó en el año 2000, cuando Michael Eriksen (voz) y los hermanos Mats (guitarra) y Truls Haugen (batería), todos ellos compañeros de una antigua banda desaparecida, decidieron unirse a Espen Storø (teclados) y a Glen Cato Møllen (bajo). El propósito original de la nueva formación era tocar versiones de grupos como Dream Theater y Symphony X, consiguiendo varias alabanzas por las interpretaciones de algunas de las canciones más difíciles técnicamente. Pronto comenzaron a escribir sus propias canciones, mezclando el pop rock, rock progresivo o death metal. La crítica los ha comparado con Queensrÿche, Shadow Gallery, Pretty Maids y Helloween junto con las bandas de las que versionaban canciones: Dream Theater y Symphony X.
Después de publicar dos demos firmaron un contrato con Sensory Records para Estados Unidos y Canadá, y con Frontiers Records para Europa y Rusia. Su primer álbum, The 1st Chapter, salió a la venta en mayo de 2005. En noviembre de ese año, el teclista Espen Storø dejó la banda por razones personales, siendo reemplazado por Lasse Finbråten (antiguo miembro de la banda noruega de metal progresivo Tritonus).
El 7 de agosto de 2007 se publicó su segundo álbum, Isolate, y a lo largo de 2007 y 2008 dieron conciertos con Symphony X y Dreamscape.
Su tercer álbum, llamado Nine se publicó el 1 de junio de 2012. La banda lo ha definido como un disco más melódico y dinámico que los dos anteriores.
Cuatro años más tarde, en 2016, se publicó Havoc.

## Miembros

### Actuales
- Michael Eriksen − voz
- Lasse Finbråten − teclados
- Mats Haugen − guitarra
- Truls Haugen − batería
- Glen Cato Møllen − bajo

### Pasados
- Espen Storø - teclados (2000−2005)

## Discografía
- 2005: "The 1st Chapter"
- 2007: "Isolate"
- 2012: "Nine"
- 2016: "Havoc"
- 2017: Havoc in Oslo (Live)
- 2019: Isolated Chapters (Ep)
- 2019: Nine Live